# Ribes luteynii
Ribes luteynii är en ripsväxtart som beskrevs av Weigend. Ribes luteynii ingår i släktet ripsar, och familjen ripsväxter. Inga underarter finns listade i Catalogue of Life.